# Osso ioide
L'osso joide, o ioide, in anatomia umana è un osso impari e mediano che si trova alla radice della lingua, a livello della quarta vertebra cervicale, tra mandibola e cartilagine tiroidea della laringe.
Si trova nella regione anteriore del collo e ne determina la suddivisione in una regione sopraioidea, più craniale, e una sottoioidea, più caudale.
Lo joide, funzionale al processo di fonazione, è l'unico osso del corpo umano che non si articola con nessun altro osso, ed è mantenuto in posizione da diverse formazioni muscolari.

## Sviluppo embriologico
Al secondo mese di vita embrionale, a livello del secondo arco branchiale, si trovano le cartilagini di Reichert, tra cui si interpone tessuto mesenchimale.
Tale abbozzo mesenchimale si sviluppa nell'osso joide per ossificazione endocondrale (o indiretta), che inizia nel periodo della nascita per terminare poi intorno al quindicesimo anno di vita,
Dalla parte più distale delle cartilagini si sviluppano, tra gli altri, le piccole corna, mentre le grandi corna e il corpo originano dal terzo arco branchiale.

## Anatomia umana
In visione trasversale lo ioide assomiglia ad un complicato ferro di cavallo, formato da un corpo centrale e da processi laterali che prendono il nome di piccole corna e grandi corna.
La faccia anteriore del corpo è convessa ed è il sito di inserzione dei muscoli genioioideo e stiloioideo; la faccia posteriore è invece concava ed è in rapporto con la membrana tiroioidea.
I margini che separano le due facce sono particolarmente sottili: quello superiore dà inserzione al muscolo genioglosso e alla membrana ioglossa e quello inferiore, dal più mediale al più laterale, ai muscoli sternoioideo, miloioideo, omoioideo, tiroioideo e digastrico.
Le grandi corna si trovano lateralmente al corpo e lo prolungano, dirigendosi cranialmente e dorsalmente; vi si inseriscono il muscolo ioglosso e il costrittore medio della faringe, oltre alla membrana tiroioidea.
Le punte delle piccole corna, che si sviluppano nel punto in cui si dipartono anche le grandi corna, sono collegate dal legamento stiloioideo al processo stiloideo dell'osso temporale. Alla base delle piccole corna si inserisce il muscolo condroglosso.

## Movimenti
I muscoli sottojoidei in genere contribuiscono all'abbassamento dell'osso joide, rendendolo fisso in una posizione più caudale rispetto alla posizione di riposo. I muscoli sopraioidei permettono invece l'abbassamento della mandibola (se l'osso joide è stato preventivamente fissato caudalmente) oppure l'innalzamento dell'osso joide, a cui consegue anche l'innalzamento del laringe, che gli è solidale. 

## Morfologia animale
In tutti i mammiferi si ripete all'incirca la disposizione dell'anatomia umana. Il corpo corrisponde alla parte basale degli archi joidei e branchiale, le piccole corna alle altre parti dell'arco joideo (ceratoiale e ipojale destri e sinistri). Le medesime parti del primo branchiale danno le grandi corna.
Nei rettili e in certi uccelli dal corpo dello joide si diparte anteriormente un processo (entoglosso) che si impegna nello spessore della lingua.